# Mitología (poemario)
Mitología es el primer libro del poeta peruano Tulio Mora, editado por Arte/Reda en 1977.
La carátula fue realizada por el dibujante Víctor Escalante y se considera uno de los libros más representativos del Movimiento Hora Zero. En la contracarátula aparece el poeta con una nota de vida en primera persona muy acorde a la moda de la época. 
Se trata de un poemario sobre antiguas deidades peruanas, con un primer canto situado en la época actual (una mañana del poeta que acaba con una confesión de humor muy de los setenta: "y me alegra llegar tarde a la oficina"). Si bien es un libro desigual, técnica y estructuralmente es intachable. 
En él se trasluce por momentos una fuerte poesía de denuncia, la cual daría espléndidos frutos en su segundo libro, Oración frente a un plato de col y otros poemas (1983).
Mitología fue reeditado a inicios de la primera década del siglo XXI.
- Datos: Q6019623